# ريدة أل عبد الودود
ريدة آل عبد الودود هي بلدة على الشاطئ الشرقي الساحلي لمدينة الشحر، تبعد عنها بمسافة 40 كلم، سميت باسم حكامها آل عبد الودود الكثيرية، المشقاص، وهي منطقة كثيرة التعاريج والمنحدرات، لكثرة التلال والجبال، والوديان ومجاري المياه، وتقع منازل أهلها في أعالي الجبال وسفوحها، وفي بطون الأودية، وكانت الريدة و قصيعر تحت حكمهم، وذكر صاحب إدام القوت، السقاف: "هي في شرقي قصيعر، وكانت تسمى (الغيضة)، وكانت لآل كثير. وآل عبد الودود بطن من قبائل الكثيري (بيت الدولة) كانت لهم الزعامة وكانوا على أحلاف مع قبائل الحموم وقبائل أخرى.
كما اشتهروا بين القبائل الحضرمية بأنهم المتخصصون في التحقيقات الجنائية المعروفة (بالبشعة) وهي الوسيلة التي كانت تستعمل للتحقيق مع المشبوه في أمرهم في العوادي.

## أصلهم ونسبهم
أسماء سلاطين آل كثير همدان الذين يعود نسبهم إلى الخارف بن عبد الله بن كثير وقد أنتقلو من الجوف إلى حضرموت قبل حوالي 1100 سنة ومنهم أل عبد الله (آل عمر بن جعفر وأل سيف وأل عبد الودود). 
وينحدر آل عبد الودود: وهم من ذرية عبد الودود بن عبد الله الكثيري. ويعتقد البعض أنهم من أحفاد محمد بن عبد الله الكثيري أخو بدر أبوطويرق. غير أن باحنان أورد أنه في عام 902 هـ جهز عبد الودود بن عبد الله الكثيري صاحب الريدة، مع سعد مبارك بادجانة صاحب حيريج، وبعض بيت محمد من ميفعة على الشحر وفيها يومئذ عبد الله بن جعفر الكثيري وهو والد محمد بن عبد الله. 
فإذا صح هذا فإن آل عبد الودود لا يمكن ان يكونوا من أحفاد محمد بن عبد الله الكثيري المتوفي بعد عام 950 هـ. وانما ينحدرون من مرتبة أعلى. ويسكن آل عبد الودود ريدة بن عبد الودود وقصيعر وغيضة معبر وبدش وعسد الجبل بمديرية الريدة بمحافظة حضرموت، وآخر سلاطينهم جعفر بن علي الكثيري.
* جيش السلطان جعفر بن عبد الله الكثيري على الشحر وحاصرها، وأقام في عقولها، ثم انتقل في رمضان إلى تبالة، فخرج عليه السلطان سعد بن مبارك ابن سعيد بادجانة الكندي، فقتل منهم نحو المائة، ثم خرج أبو دجانة صلحاً وسلمها إلى جعفر وما والاها من عراص الساحل، وخرج بيت محمد من حصنهم صلحاً وشرطوا عليهم إخرابه .( جواهر تاريخ الأحقاف)
فيها أو في التي بعدها، وصل السلطان جعفر بن عبد الله الكثيري من ظفار فحاصر الشحر ثم انتقل إلى تبالة، فأخرج إليه صاحبها سعد بادجانة عسكراً فالتقوا بعسكر السلطان جعفر فكانت الهزيمة في عسكر بادجانة .. وانتهى الأمر باستيلاء الكثيري على الشحر.(تاريخ الشحر وأخبار القرن العاشر)
16/8/983هـ: عزم السلطان عبد الله بن بدر إلى الريدة – ريدة عبد الودود - يريد المشقاص، خرج وقت العشاء بجميع العساكر والبادية والأشراف، ومعهم المدفع وزربطانتين - آل حربية - ، وقد تقدمه ولده جعفر وجيش ين عبد العزيز، ومحمد المرهون والعواتق – لعلها العوالق - ... ورجعوا يوم السبت 14/9 , بعد صلح مع المهرة بيت زياد صلح كفاية.(تاريخ الشحر وأخبار القرن العاشر)
وفيها جهز أهل المسفلة وابن ثعلب على سيون، وفيها عبد الله بن جعفر، ووقعت معركة تحتها، فقتل حسن بن محمد بانجار وولده، ثم قدموا إلى بور، وقاتلوا أهلها، فقتل تحتها عمر بن محمد بن مخدم، وعمر بن محمد بانجار.( جواهر تاريخ الأحقاف)
وفيها جهز عبد الودود بن عبد الله الكثيري صاحب الريدة وسعد بن مبارك بن سعيد يادجانة صاحب حريج، وبعض بيت محمد من ميفعة، على الشحر وفيها يومئذ عبد الله بن جعفر الكثيري، فحصروها سبعة أيام ورجعوا بغير طائل.( جواهر تاريخ الأحقاف)
907هـ
في آخر ذي الحجة توفي السلطان جعفر بن عبد الله الكثيري، قال ابن هاشم قتله الظلفان ببور ودفن بها .( جواهر تاريخ الأحقاف).
وفي يوم الخميس غرة جمادي الأولى من سنة 1272هـ ، رسا بها السلطان غالب بن محسن الكثيري مخرجه من الهند إلى حضرموت , بعدما تمهدت له إمارتا سيئون و تريم على يد أخيه عبد الله، وابن أخته عبود بن سالم .
ولم يكن السلطان القعيطي والي الشحر و المكلا بغافل عن استمرار المواصلات بين الريدة و حضرموت , ولكنه خشي الانفجار من الضغط .. فانتظر الفرصة المناسبة، ولما أنهزم أل كثير في الحزم وصداع .. نهض القعيطي للريدة و قصيعر .
وذكر السقاف: " وقد سألت المكرم الأمير محمد بن عبد الله بن أحمد بن محمد بن عبد الودود الكثيري عن كيفية خروج الريدة وقصيعر عن حكمهم .. فقال: ( في سنة 1294هـ، جهز القعيطي سبع سفائن، في كل سفينة مئة عسكري بعتادهم، ولم يكن منا أحد بقصيعر، فأخذوها بسهولة، ولما سمعنا بعزمهم إلى الريدة .. تحملنا إلى بلاد المهرة بكل ما نقدر عليه، إذ لا قبل لنا بهم، ولا نزيد مع عبيدنا على ثلاثين مقاتلاً , وكنا عزمنا على الرحيل إلى السواحل الإفريقية(3) مثل ما فعل النقيب، غير أن سالمين بن حسن بن قحطان العلي الحمومي ردنا إلى بلاده، وأسكنا في عسد الجبل، فاتصلنا بأموالنا وكانت في ضواحي قصيعر والريدة .
ومع قوة الحموم إذ ذاك لم يقدر القعيطي عليها، وكانوا لا يعقدون صلحاً مع القعيطي إلا كان أماننا أول شرط فيه .
وعرض علينا السلطان منصور بن غالب الكثيري، غيل ابن يمين فلم يعجبنا، لبعده عن أموالنا .
وكانت أم السلطان منصور الكثيري عمتي ولها أختان، إحداهما: كيمياء، تحت عمر بن حفظ الله، والأخرى سلمى، تحت أحمد بن محمد، فطلبت أم السلطان وصولنا، فوصلت أنا وأبي وعمتاي وزوجاهما، وأقمنا بسيئون نحواً من عشرين عاماً , ثم عدنا إلى عسد الجبل .
ولما تمت المعاهدة بين الكثيري والقعيطي (4) .. عدنا إلى الريدة، واجتمعنا بالسلطان غالب بن عوض القعيطي، وهو رجل لا يعرف الحقد، فرأينا من لطفه مالا يفي به الكلام، وأعفانا من جميع الرسوم، ومن ذلك اليوم ونحن في غاية الراحة .... "
وكان آخر سلاطين آل عبد الودود هو جعفر بن علي آل عبد الودود الكثيري.